# Gâtinais
Pour les articles homonymes, voir Gâtinais (homonymie).
Le Gâtinais est un ancien comté et une région naturelle française s'étendant sur le territoire des départements du Loiret (région Centre-Val de Loire), de Seine-et-Marne et de l'Essonne (Île-de-France) et de l'Yonne (Bourgogne-Franche-Comté). Le Gâtinais s'étend entre la Seine et la Loire, et comprend notamment les villes de Fontainebleau, Nemours et Montargis.
La région est traditionnellement divisée entre le Gâtinais français, qui dépendait du gouvernement d'Île-de-France sous l'Ancien Régime, et le Gâtinais orléanais, qui dépendait du gouvernement de l'Orléanais. Le premier avait Nemours pour capitale, le second Montargis.
Bien que la province ait perdu toute existence politique à la Révolution, elle donne encore son nom à un parc naturel régional, à plusieurs communes et communautés de communes.

## Étymologie
Le « pagus vastinensis », nom donné dans les anciens titres latins, vient du bas latin vastinens, de l'ancien français gast, « terrain inculte ». Il est cité vers l'an 638 lorsque Dagobert Ier, roi des Francs, donne à la basilique de la dame sainte Colombe [Abbaye Sainte-Colombe de Saint-Denis-lès-Sens] et du seigneur saint Loup de Sens sa villam Grandem campum in Gaustinensi.
Mais on limiterait à tort cette expression comme signifiant un pays vaste au sens de « vide », « inculte » et « désert » ; ou encore, autre préconception courante, un pays au sol « gâté », plus ou moins stérile. Ces deux aspects sont la définition classique de la gâtine.
Il est tout aussi voire plus valide de concevoir ce pagus vastinensis comme l'expression d'un pays vaste, qui s'applique à cette région où les géographes d'autrefois comptaient 22 villes et dont l'administration est partagée entre quatre départements (Essonne, Seine-et-Marne, Loiret et Yonne) et trois régions (Bourgogne-Franche-Comté, Centre-Val de Loire et Île de France) ; ou, autre compréhension tout aussi juste, celle de « pays ravagé » ou « dévasté », puisqu'il se trouve sur le chemin de nombreuses invasions et donc l'objet d'affronts récurrents.
L'abbé Crespin, curé de Cepoy, considérait qu'il faudrait peut-être retenir comme origine de cette désignation l'acception de « pays dévasté » après les grandes invasions des Ve et VIe siècles ; comme preuve le fait que, parmi les cinq pagi se rattachant à la cité de Sens (Sens, Melun, Provins, Étampes et Gâtinais), seul ce dernier ne serait pas nommé d'après un nom de ville, ce qui pourrait signifier l'inexistence de la moindre ville sur le territoire correspondant au bassin du Loing et de ses affluents.

## Histoire
À l'époque gauloise et gallo-romaine, le Gâtinais, pagus Vastinensis, est une subdivision du territoire sénon, limité par celui des Carnutes (Chartres) à l'ouest et celui des Tricasses (Troyes) à l'Est. 
Il s'étend sur les deux rives du Loing et sa ville principale est Château-Landon.
À l'époque carolingienne, avec toujours Château-Landon comme centre, et un territoire délimité par Châtillon-Coligny à l'est, Boiscommun au sud, Milly à l'ouest et Montereau au nord.
Le Gâtinais constitue l'un des cinq archidiaconés relevant de l'archidiocèse de Sens. 
En 1068, le roi Philippe Ier fait entrer le Gâtinais dans le domaine royal français.
Le roi Philippe Auguste repousse les frontières au-delà de la forêt d'Orléans, avec l'idée d'en faire un apanage pour son fils.

### Étendue historique

La province du Gâtinais dans ses limites du XVIII, avec les communes et départements actuels.

La capitale historique du Gâtinais, jusqu'à la création des gouvernements, était Château-Landon. Par la suite, les deux « capitales » ont été Montargis (pour le Gâtinais orléanais) et Nemours (pour le Gâtinais français).
Au XVIIIe siècle, Jean-Joseph Expilly précise dans son dictionnaire les limites de la province. Le Gâtinais français est séparé au nord de la Brie par la Seine, tandis qu'à l'est il est bordé par la Champagne et au nord-ouest par le Hurepoix. Il comprend la forêt de Fontainebleau dans sa totalité. Le Gâtinais orléanais est séparé au sud du Berry par la Loire. Il est également entouré par le Hurepoix, la Champagne, le pays chartrain et l'Orléanais propre.
Les divers auteurs s'accordent en général sur le fait que la partie dite par commodité Gâtinais orléanais correspondrait approximativement à l'ancien arrondissement de Montargis et une fraction notable de l'arrondissement de Pithiviers, dans le département du Loiret, tandis que la partie dite Gâtinais français correspondrait à l'arrondissement de Fontainebleau dans le département de Seine-et-Marne.
Une partie du sud du département de l'Essonne, autour de Milly-la-Forêt, se revendique également comme faisant partie du Gâtinais, tandis que certains auteurs considèrent nombre de communes du nord-ouest du département de l'Yonne (Puisaye et tout ce qui relevait de l'archevêché de Sens à l'ouest de la rivière Yonne) comme faisant aussi partie du Gâtinais. Ses limites naturelles seraient ainsi la Seine au nord, l'Yonne à l'est, la forêt d'Orléans au sud et l'Essonne à l'ouest.
Depuis le 10 avril 1997, la nouvelle division administrative du Pays du Gâtinais regroupe 81 communes essentiellement rurales dont la carte correspond approximativement au Gâtinais montargois. La région de Bellegarde en est exclue, ainsi qu'une partie de l'agglomération de Montargis qui est soumise à un contrat d'agglomération.
La majorité des communes du canton de La Chapelle-la-Reine, à l'exception de deux : Larchant et Recloses, se sont réunies en communauté de communes : la communauté de communes des Terres du Gâtinais.
Seize communes portent aujourd'hui le nom du Gâtinais, quatorze dans le Loiret et deux au sud de la Seine-et-Marne (Maisoncelles-en-Gâtinais et Beaumont-du-Gâtinais). Feins-en-Gâtinais est la plus méridionale. Cependant, autour de Milly-la-Forêt, le parc naturel régional du Gâtinais français est plus au nord encore[pas clair] (la commune de Perthes est également appelée couramment Perthes-en-Gâtinais).
Les limites géographiques du Gâtinais connaissent un regain d’intérêt depuis le début des années 2000, et quelques groupes autonomes se réclament du Gâtinais français (hors “Communauté de communes du Gâtinais français”)[précision nécessaire].

## Géographie

### Étendue géographique
D'un point de vue strictement géographique, le Gâtinais est délimité :
- au nord, par la région naturelle du Hurepoix et la Seine ;
- à l'est, par la Seine et la région naturelle de la Brie ;
- au sud, par la région naturelle de la Puisaye et la forêt d'Orléans ;
- à l'ouest, par la région naturelle de la Beauce.

La partie occidentale du Gâtinais, voisine de la Beauce, s'étend sur un large plateau calcaire. Sa partie orientale, plus vallonnée, est constituée de sols calcaires recouverts d'argiles et de sables. Le nord de la région repose sur un plateau sableux et argileux et sur des grès dans la forêt de Fontainebleau. 

### Hydrographie
Le réseau hydrographique du pays du Gâtinais est dense. Il comporte sept rivières principales : le Betz, la Cléry, l'Ouanne, le Loing, le Vernisson, le Puiseaux et le Fusain ; ainsi que sept autres rivières plus petites : l'Aveyron, le Solin, le Limetin, la Poterie, le Huillard, la Bezonde, le Petit Fusain, le Maurepas. Les rivières sont, généralement, gérées par des syndicats intercommunaux.
Ces cours d'eau sont sujets à des problèmes dont les principaux sont l'assèchement, l'irréversibilité de certains aménagements, les dégâts provoqués par les ragondins et la qualité médiocre des eaux.
Par ailleurs, le territoire comprend huit étangs et marais principaux et quelques plans d'eau moins importants aménagés par les communes. Il est traversé par les canaux de Briare, du Loing et d'Orléans. Le patrimoine bâti qui se rattache à ces canaux inclut entre autres les bains romains de Montbouy rattachés à un complexe sanctuaire-théâtre-thermes, les quatre écluses en échelle de Dammarie-sur-Loing.

## Environnement

### Flore
Les forêts domaniales de Montargis et d'Orléans se situent sur le territoire du Gâtinais, ainsi que de nombreux bois, vergers principalement de pommiers, haies du paysage bocager au nord-est, arbres le long des cours d'eau, et quelques « arbres remarquables » tel celui du Gros chêne au Pilon à Louzouer. Malgré son manque de ressources du terroir, la forêt de Fontainebleau fait partie du Gâtinais et se compose essentiellement de chênes et de pins.
On y trouve aussi l'arboretum national des Barres, labellisé « jardin remarquable » et comptant près de 300 hectares dont 35 de collections rassemblant environ 2 700 espèces d’arbres.

### Faune
Le massif de Lorris abrite notamment le balbuzard pêcheur et l'aigle botté.

### Classement
Le Gâtinais montargois comprend les zones naturelles d'intérêt écologique, faunistique et floristique (ZNIEFF) des vallées du Loing entre Dordives et la Cléry, du Loing de Conflans-sur-Loing à Montbouy, de la Cléry, du Betz, de l'Ouanne, et de la végétation immergée et bois rivulaires de Montbouy. On compte aussi de nombreuses zones plus petites : prairie tourbeuse de la Fontaine de Saint-Liphard à Mormant-sur-Vernisson, etc.
Certains plans d'eau sont aussi rattachés à des ZNIEFF : étang de Courcambon (Montereau), marais de Beaudenin (Nogent-sur-Vernisson), étang de Parc Thierry (Foucherolles), marais de Cercanceaux et marais du Château de Mez (Dordives), étang de Marsin (Montcresson), marais de Mignerette, étang de la Boine, du Piquereau du May et étang Neuf (série d'étangs principalement sur la commune de Chailly-en-Gâtinais mais touchant aussi les communes de Coudroy, Beauchamps-sur-Huillard et Noyers).
De plus, on trouve trois zones du réseau Natura 2000 : le massif de Lorris en forêt d'Orléans, les pelouses calcaires du domaine des Barres, les marais de Sceaux et de Mignerette.
Au-delà des limites du Gâtinais montargois, le parc naturel régional du Gâtinais français est un site important lié à la protection de l'environnement de la région.
Par ailleurs 32 177 hectares de la forêt d'Orléans au nord de la Loire sont classés en zone de protection spéciale Natura 2000 et 36 086 hectares en ZNIEFF, avec 37 communes concernées et incluant l'étang de Courcambon, l'étang de Molandon (Dampierre-en-Burly) et l'étang et vallon de Ravoir.
Les zones ZNIEFF du Gâtinais hors Gatinais montargois sont petites mais nombreuses (les grands marais et le petit marais à Adon, chênaie-charmaie de bois blanc à Saint-Maurice-sur-Aveyron, chênaie-charmaie du bois des Fontaines à Châtillon-Coligny, étang des Plains et étang du Bonjon à Feins-en-Gâtinais, marais des Hervésies à Sainte-Geneviève-des-Bois, étang de Langesse et étang de la Tuilerie à Langesse, marais Chapeau à Solterre, étang de la Noue-Mazonne à Coudroy et Châtenoy, étang des Hautes Sœurs à Bellegarde, Pelouses à nard et lisières près de l’arboretum des Grandes Bruyères (voir réserve naturelle régionale des Grandes Bruyères), etc.
Le Gâtinais fait partie de la réserve de biosphère de Fontainebleau et Gâtinais, une désignation attribuée par l'UNESCO en 2018 dans le cadre du programme sur l'homme et la biosphère.  Sa structure de coordination est l'Association de la réserve de biosphère de Fontainebleau et du Gâtinais.

## Patrimoine bâti
Le patrimoine bâti du Gâtinais est composé essentiellement d'ouvrages de petite ou moyenne taille répartis sur de nombreuses communes, principalement d'édifices religieux ou de leurs parties. Une soixantaine d'édifices sont recensés sur l'inventaire des monuments historiques, dont cinq châteaux ; une vingtaine d'entre eux sont classés. Les ensembles les plus remarquables sont la cité médiévale de Ferrières-en-Gâtinais, le château de la Motte à Château-Renard et le site gallo-romain de Sceaux-du-Gâtinais. D'autres éléments de ce patrimoine sont des menhirs, des maisons, un moulin, des ruines romaines, des polissoirs, etc.
Les ensembles thermes-sanctuaires-théâtres gallo-romains, instruments de politique sociale de Rome en particulier sous les Antonins (96–192) et les Sévères (193–235), sont souvent disséminés dans la campagne - contrairement à la région méditerranéenne où les théâtres sont principalement urbains. En Gâtinais, on les rencontre surtout le long du Loing (point de rencontre des pays Carnutes et Sénons) et ses affluents, et notamment à Sceaux-du-Gâtinais, Bouzy-la-Forêt, Bonnée, Triguères, Montbouy, et peut-être Ferrières-en-Gâtinais.

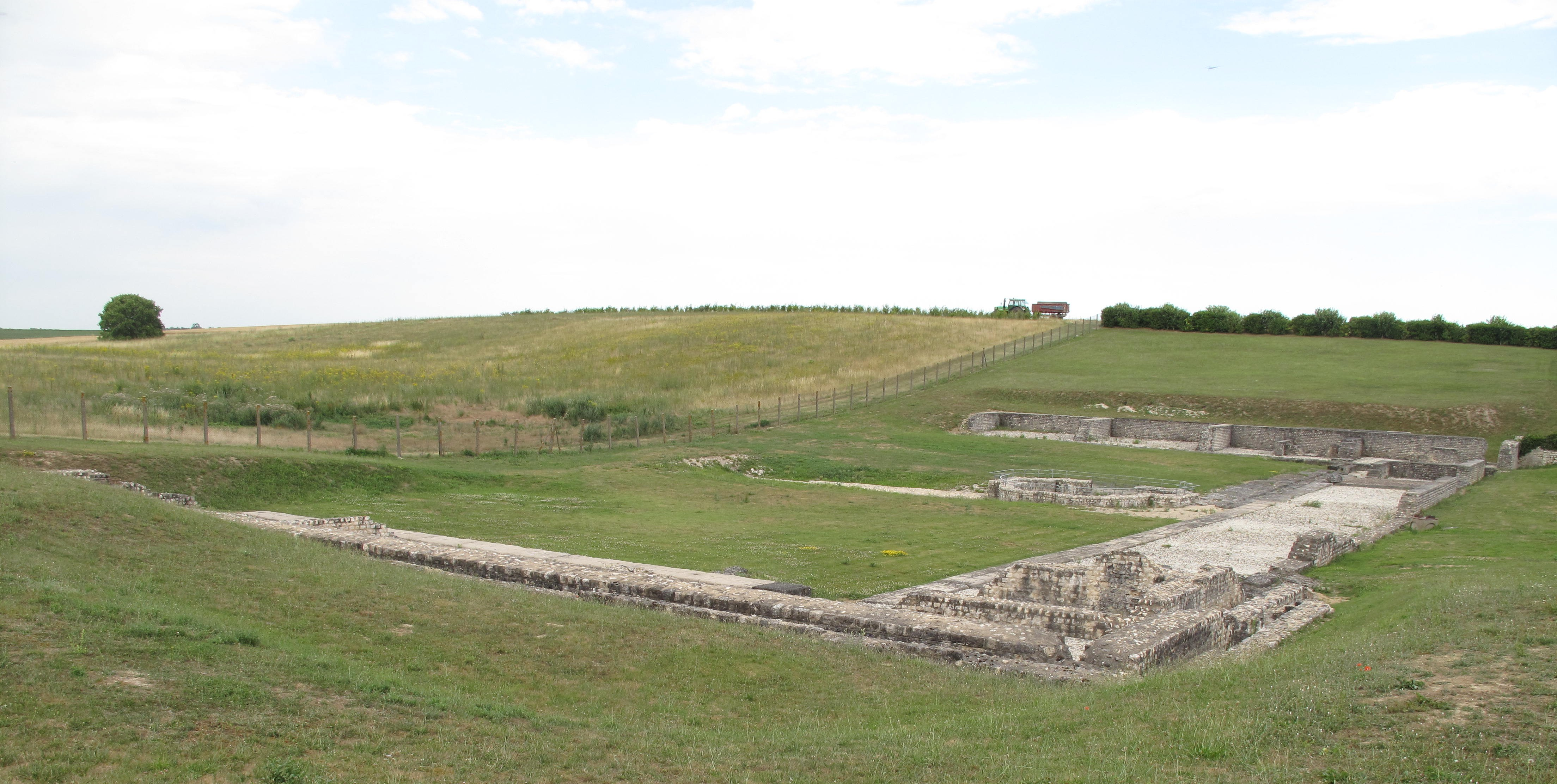
Lieu de culte d’Aquis Segeste, Sceaux-du-Gâtinais.
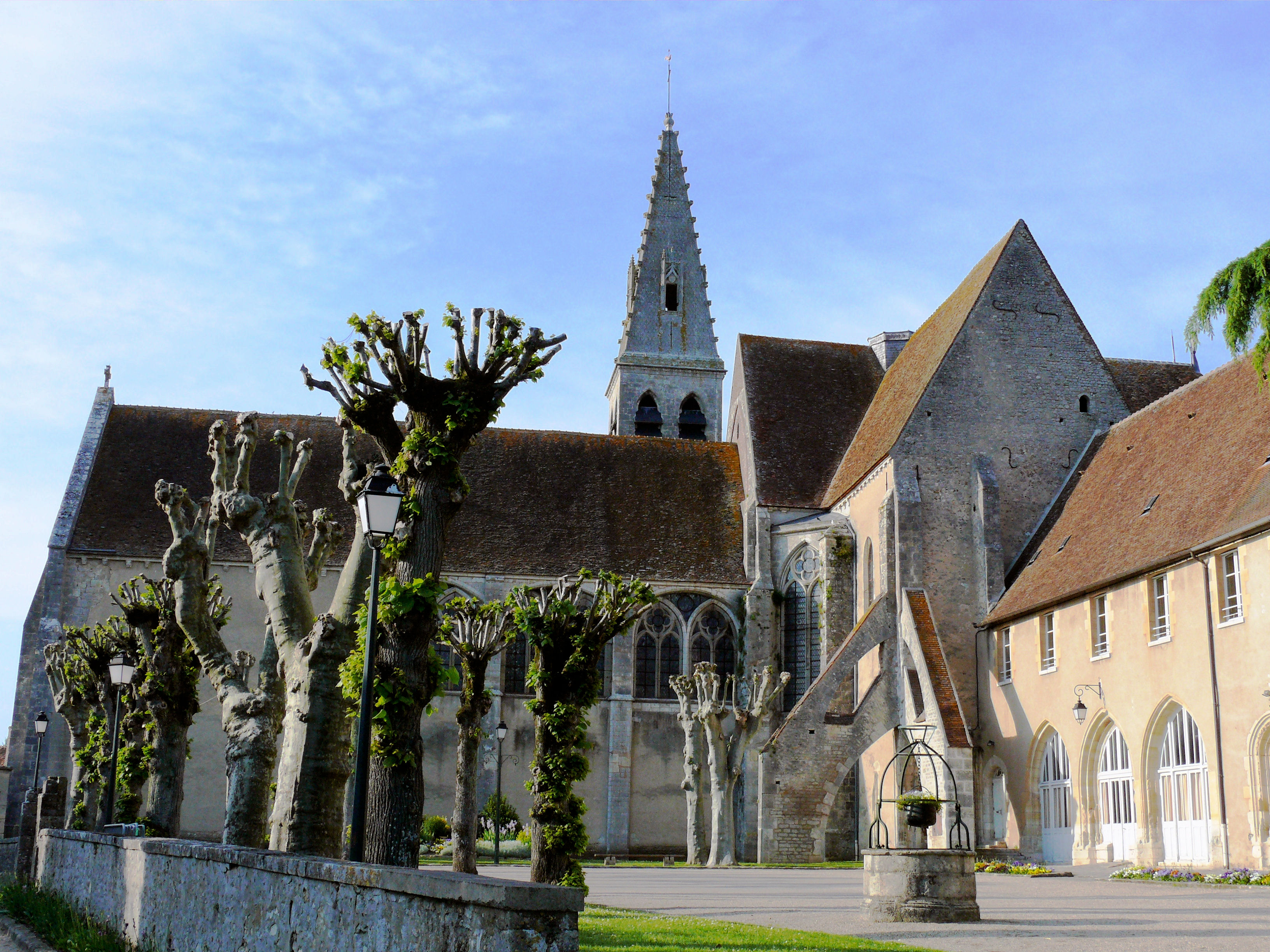
Abbaye Saint-Pierre-et-Saint-Paul, Ferrières-en-Gâtinais.
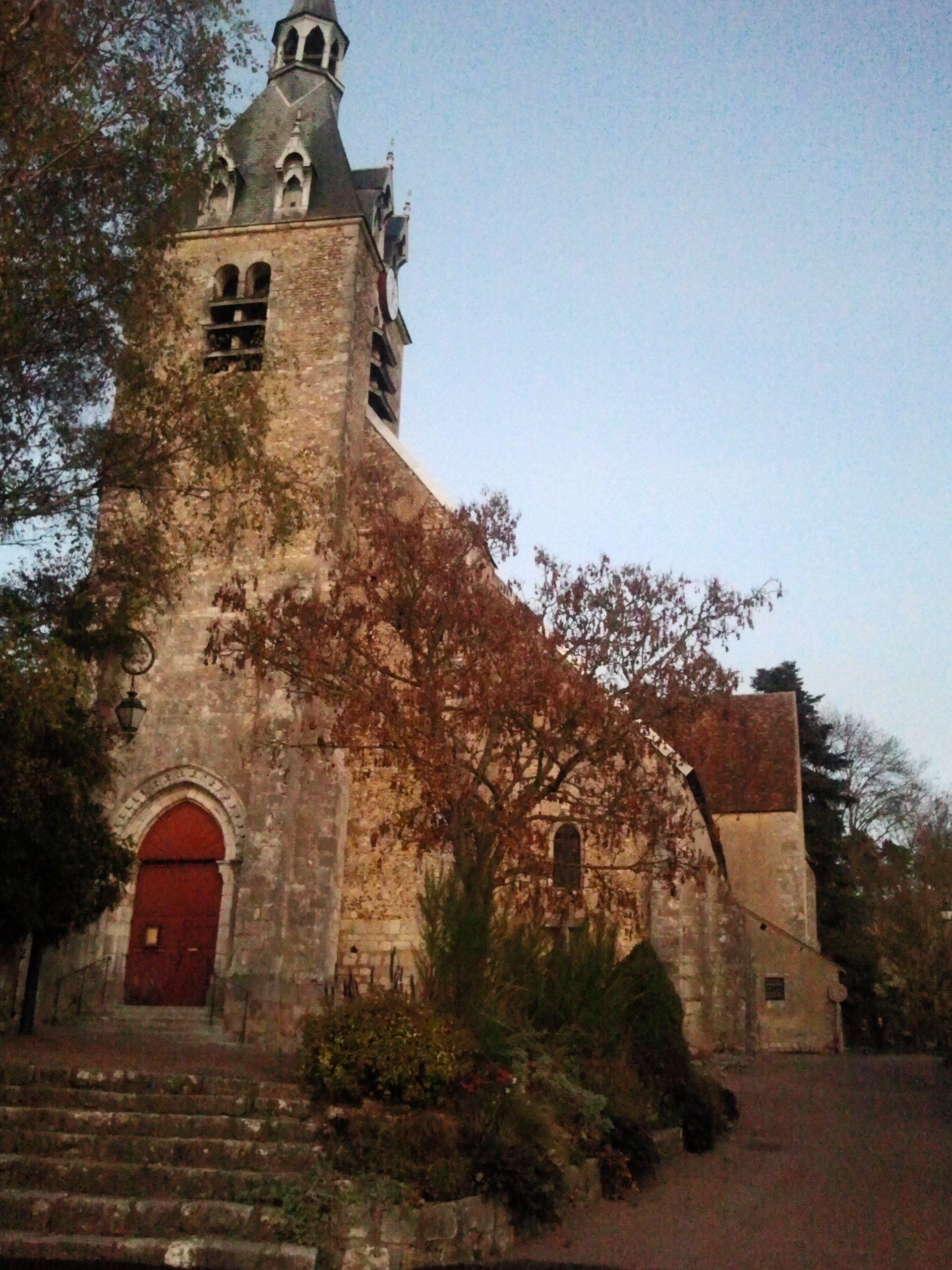
Église Saint-Étienne, Château-Renard.
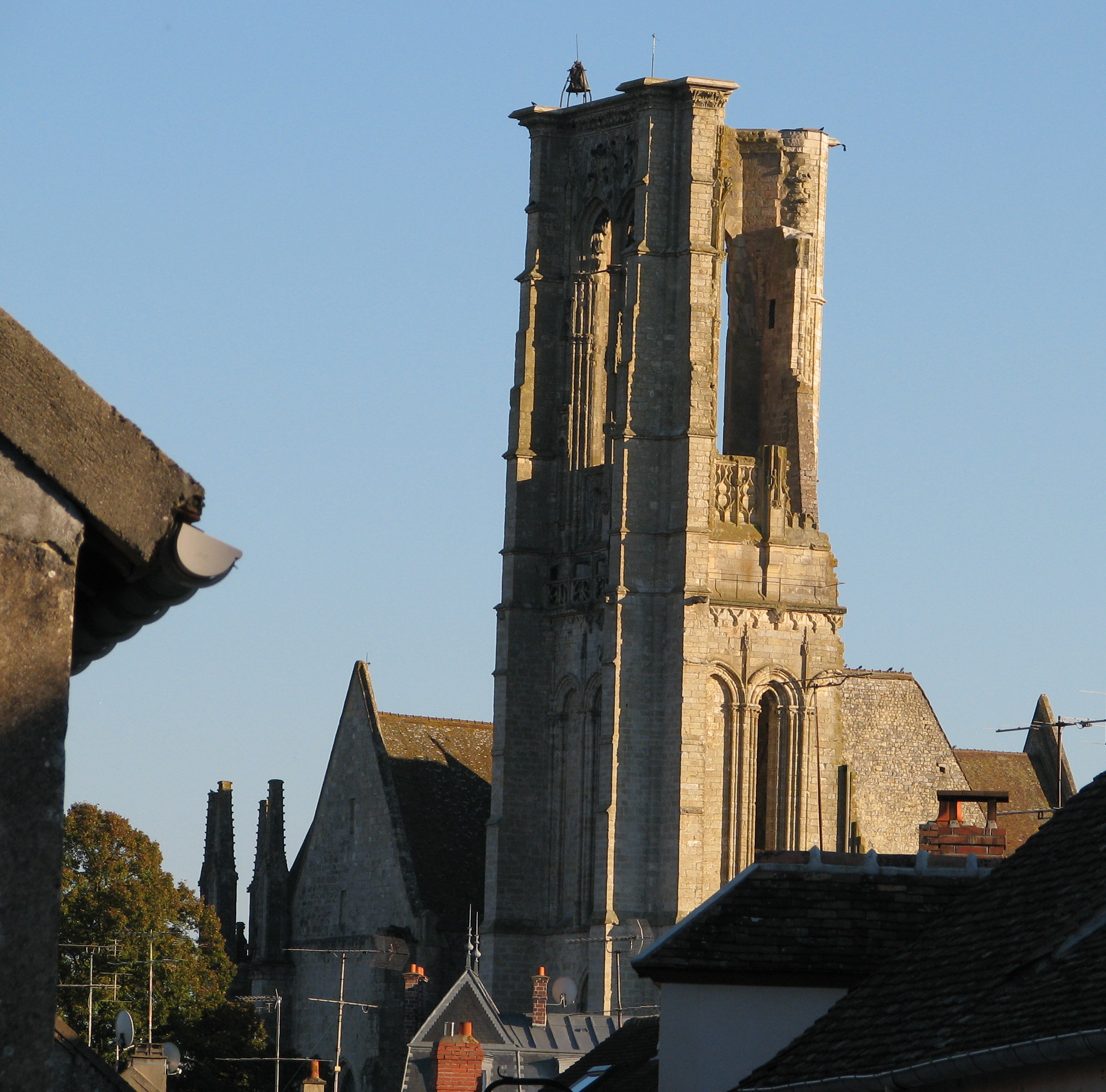
Basilique de Saint-Mathurin à Larchant.

## Spécialités
Le Gâtinais est réputé pour son miel, ses pommes et son pâté. Le safran, grande spécialité du Gâtinais, connaît de nos jours un timide renouveau sous l'impulsion du parc naturel régional du Gâtinais français après sa disparition progressive de la région au cours des trois derniers siècles.

## Tourisme
Les canaux permettent le tourisme fluvial. Le sentier de grande randonnée 13 (GR13) traverse le territoire du département du Loiret.
Le Musée-jardin départemental Bourdelle d'Égreville situé à Égreville (Seine-et-Marne) est un musée d'art de plein air consacré à Antoine Bourdelle, présentant un ensemble d'œuvres de l'artiste.